# 楠川絢一
楠川 絢一（くすかわ けんいち、1923年 - 2015年6月30日）は日本の物理学者、理学博士。元旧・東京都立大学総長。
1936年に府立高等學校へ入学後、東京大学を卒業。1946年から同高等学校で教鞭を執る。1950年から東京都立大学へ移り、教授を務める。1981年～1985年に東京都立大学総長に就任した。1960年に論文「回転体の周りの音に近い流れについて」で東京大学（今井功博士）より理学博士を授与される。また公立大学協会会長、出入国管理政策懇談会座長のほか、府立高等学校同窓会理事長、東京都立大学附属高等学校の講師を務めるなど母校の発展に尽力した。叙正四位。

## 著書
- 『朝倉物理学講座(1)～(4)』（石黒浩三監修、宮島竜興、朝倉書店、1965年-1967年）
- 『物理学（上）（下）』（実教出版、1985年）
- 『光のふしぎ』（松本滋、ポプラ社、1986年）
- 『磁石のふしぎ』（近藤正二郎、ポプラ社、1986年）
- 『音のひみつ』（井上正晴、ポプラ社、1986年）
- 『教養のための物理学』（山口 重雄、井上正晴、実教出版、1987年）
- 『物理学入門』（高見穎郎、早川禮之助、実教出版、1999年）